# Светско првенство у биатлону 1961.
Светско првенство у биоатлону 1961. било је треће светско првентво у биатлону а одржано је 25. фебруара 1961. у шведском граду Умеу. Одржана је само једна трка у дисциплини појединачно на 20 км, за коју су додељене медаље. Резултати у екипној конкуренцији добијени су сабирањем времена тројице најбољих такмичара земље коју су заступали. Ови резултати су били незванични у медаље нису додељиване.
Такмичило се само у мушкој конкуренцији. Учествовало је 30 биатлонаца из 9 земаља. Медаље су освојили представници две земље.
Светски првак у биатлону на последњем Светском првенству 1959. у Курмајору, совјетски биатлонац Владимир Меланин није бранио титулу.

## Земље учеснице
Учествовало је 30 биатлонаца из 9 земаља.
| Европа (26)                                       | Европа (26)                                       | Европа (26)                              |
| ------------------------------------------------- | ------------------------------------------------- | ---------------------------------------- |
| - Аустрија (3) - Источна Немачка (4) - Финска (4) | - Норвешка (4) - Пољска (4) - Совјетски Савез (4) | - Шведска (4) - Уједињено Краљевство (1) |
| Северна Америка (4)                               |                                                   |                                          |
| Сједињене Државе (2)                              |                                                   |                                          |

## Освајачи медаља

### Мушкарци
| Дисциплина        |                          | Време                 | Заостатак |                                       | Време                 | Заостатак |                         | Време                 | Заостатак |
| 20 км појединачно | Калеви Хусконен · Финска | 1:32:11.0 2 (0+0+2+0) | -         | Александар Привалов · Совјетски Савез | 1:35:07,0 6 (4+0+0+2) | +2:56,0   | Анти Тирвајнен · Финска | 1:35:20,0 8 (2+4+0+2) | +3:09,0   |

За сваки промашај мете добијала се казна од 2 додатна минута.

## Биланс медаља
| Медаље земље домаћина |

| 1 | Финска          | 1 | - | 1 | 2 |
| 2 | Совјетски Савез | - | 1 | - | 1 |
|   | Укупно (2)      | 1 | 1 | 1 | 3 |

|   | Земља           |   |   |   |   |
| - | --------------- | - | - | - | - |
| 1 | Совјетски Савез | 1 | 2 | 1 | 4 |
| 2 | Шведска         | 1 | 1 | 1 | 3 |
| 2 | Финска          | 1 | 0 | 1 | 2 |
|   | Укупно (3)      | 3 | 3 | 3 | 9 |

## Незванични програм

### Екипна трка
У односу на екипну трку на 2. Светском првенству у биатлону 1959. све је остало исто, сабирање резултата прва 3 такмичара из исте екипе, а систем бодовања је остао исти.
| Дисциплина  | 1. екипа                                              | Време   | 2. екипа                                                                     | Време   | 3. екипа                                               | Време   |
| Екипна трка | Финска · Калеви Хусконен · Паво Репо · Анти Тирвајнен | 4.45:38 | Совјетски Савез · Александар Привалов · Валентин Пшеницин · Димитриј Соколов | 4.51:35 | Шведска · Клас Лестандер · Таје Лундин · Стиг Андерсон | 5.06:11 |